# Sabine Rollberg
 (janvier 2019).
Sabine Rollberg (née le 9 août 1953 à Fribourg-en-Brisgau) est professeur de cinéma artistique et de télévision à l'Académie artistique des médias de Cologne, ainsi qu'une ancienne collaboratrice d'Arte et directrice de la rédaction de l'équipe de rédaction d'Arte à la WDR. Elle a développé et supervisé une grande variété de programmes télévisés et est devenue internationalement reconnue comme éditrice de film dans le domaine du film documentaire. En 2014, l'Université de Fribourg-en-Brisgau l'a nommée lauréate du prix Grimme au conseil consultatif de l'université et au Collège universitaire de Fribourg.

## Biographie
Sabine Rollberg elle la fille du comédien Will Rollberg et de la danseuse Gyp Schlicht Rollberg. Enfant, elle est montée sur scène : de 1959 à 1969, elle a été actrice dans les contes de Noël au Théâtre de Fribourg, puis dans des premiers rôles au Théâtre Wallgraben. Pendant sa scolarité, elle a également été porte-parole de la pièce radiophonique et radiophonique de l'école à la radio Südwestfunk et pigiste au journal Badische Zeitung.
Diplômée du Berthold-Gymnasium de Fribourg, elle a étudié la langue et la littérature allemandes, l'histoire et les sciences politiques à l'Université Albert-Ludwigs de Fribourg (1973-1974 et 1976-1980) et à l'Université rhénane Frédéric-Guillaume de Bonn (1974-1976).  Sa thèse de doctorat Von der Wiederauferstehung des deutschen Geistes Eine Analyse des Feuilletons der Neuen Zeitung 1945–1949 a été rédigée en 1980. De 1980 à 1982, elle a effectué un stage à la Westdeutscher Rundfunk (WDR).
Sabine Rollberg a une fille et vit à Cologne.